# 岩手県道102号石鳥谷大迫線
岩手県道102号石鳥谷大迫線（いわてけんどう102ごう いしどりやおおはさません）は、岩手県花巻市を通る一般県道である。

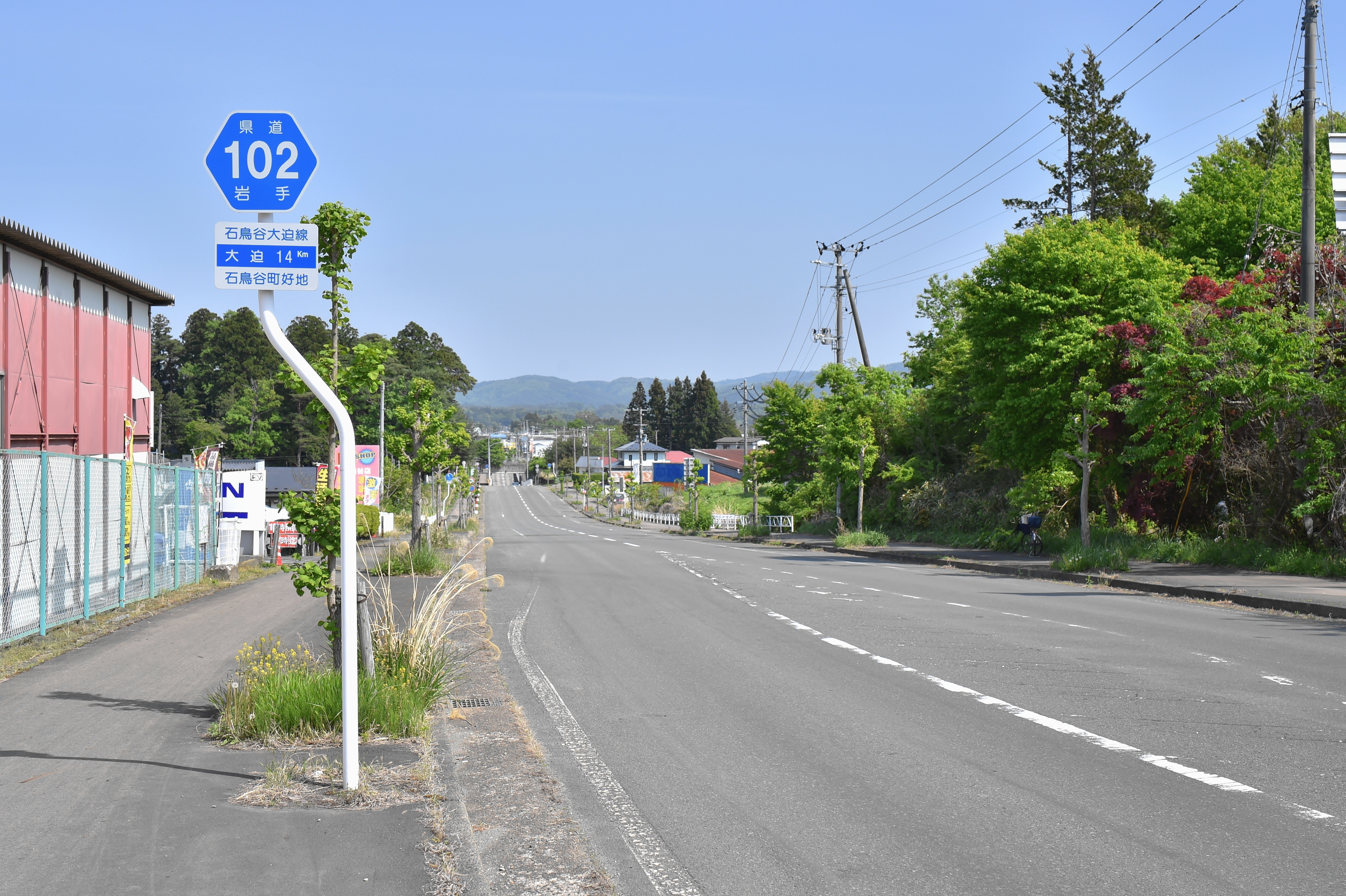
岩手県道102号石鳥谷大迫線
花巻市石鳥谷町好地（2024年5月）

## 概要
花巻市の石鳥谷地区と大迫地区を短絡する県道。岩手県道214号羽黒堂二枚橋線と合わせ花巻空港へのアクセス道路になっている。
石鳥谷バイパス交点 - 石鳥谷上町間は、石鳥谷バイパス開通後に整備され県道認定された区間である。

### 路線データ
- 実延長 : 10,778.9m[1]
- 起点 : 花巻市石鳥谷町好地第2地割（国道4号交点）
- 終点 : 花巻市大迫町亀ケ森第4地割（国道396号交点）

## 歴史
- 1959年（昭和34年）3月31日 - 県道に認定される[2][1]。

## 地理

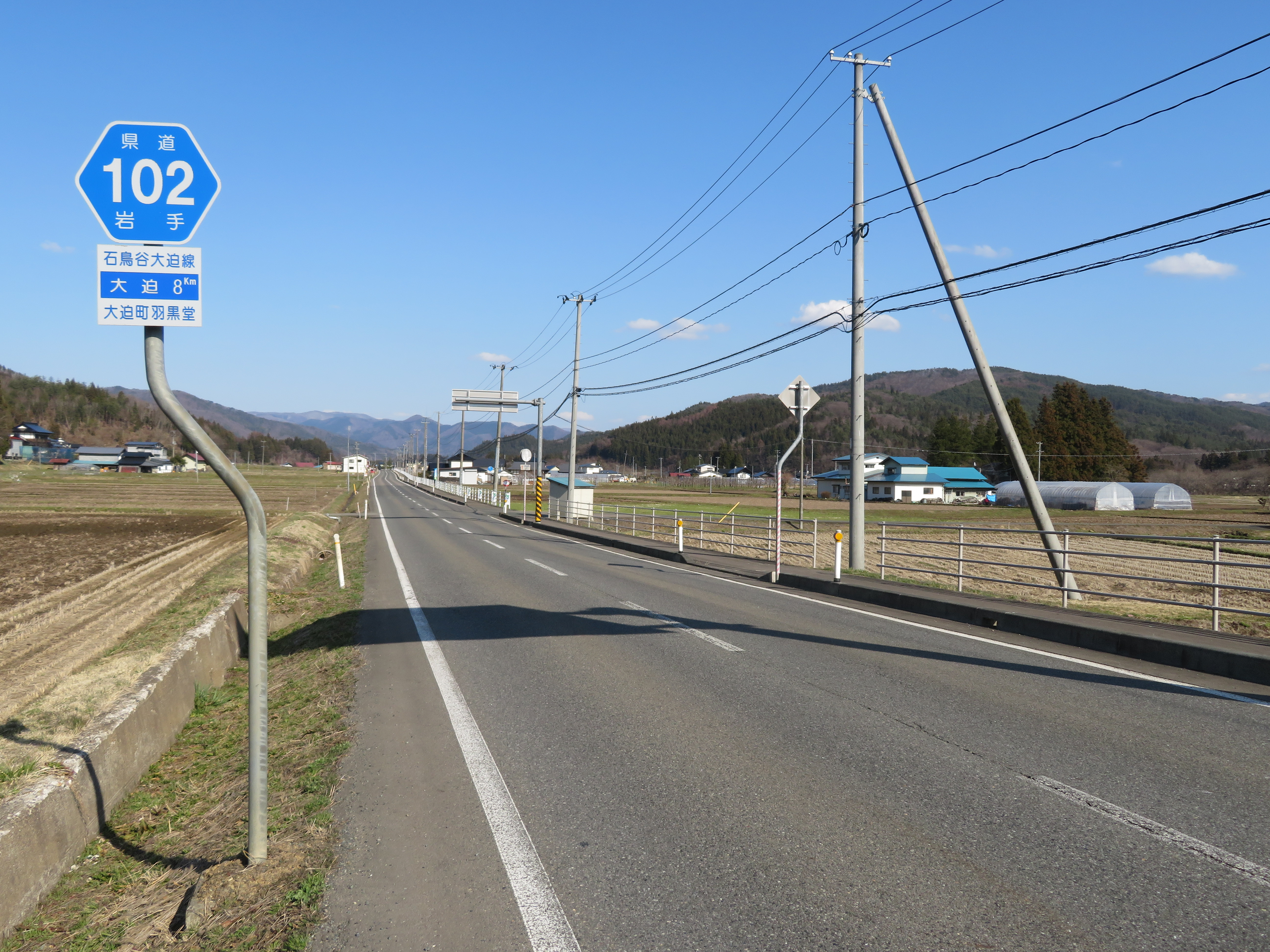
花巻市大迫町羽黒堂付近

### 交差する道路
- 国道4号（花巻市石鳥谷町好地第2地割）
- 岩手県道265号中寺林犬淵線（花巻市石鳥谷町好地第8地割）
- 国道456号（花巻市石鳥谷町新堀第22地割）
- 岩手県道214号羽黒堂二枚橋線（花巻市大迫町亀ケ森第23地割）
- 国道396号（花巻市大迫町亀ケ森第4地割）